# Ischigualasto
Ischigualasto je geologické souvrství a chráněné území v provincii San Juan v severozápadní Argentině. Souvrství Ischigualasto patří ke světově nejvýznamnějším formacím, zachovávajícím informace o nejstarším evolučním vývoji dinosaurů.

## Charakteristika a význam
Tato geologická formace obsahuje sedimenty ze svrchního triasu (stupeň carn), staré kolem 230 milionů let. Byli zde objeveni dosud nejstarší známí dinosauři nebo pokročilí dinosauromorfové jako Eoraptor a Herrerasaurus. Tvoří však jen 6 % zdejších fosilních objevů. Lokalita je významná tím, že jako jedna z mála na světě umožňuje zkoumat nepřetržitý sled triasových uloženin.
Na ploše 603 km² byl vyhlášen provinciální park Ischigualasto (španělsky Parque Provincial Ischigualasto), který od roku 2000 spolu se sousedním národním parkem Talampaya figuruje na Seznamu světového dědictví UNESCO.
Stáří sedimentů tohoto souvrství kolísá mezi 230 a 221 miliony let, většina dosud popsaných fosilií dinosaurů má stáří přibližně 229 milionů let. K výraznému posunu v druhovém složení tamní bioty dochází dle datování asi před 228,91 miliony let.

## Fotogalerie

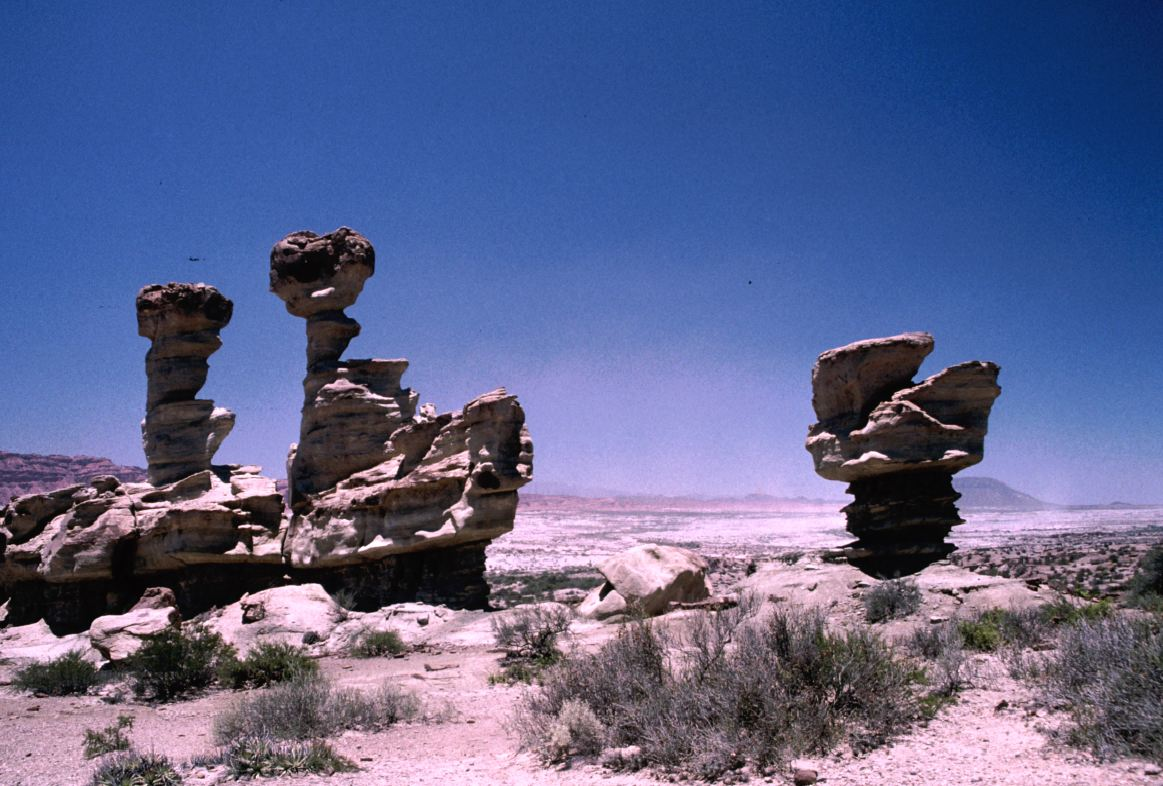
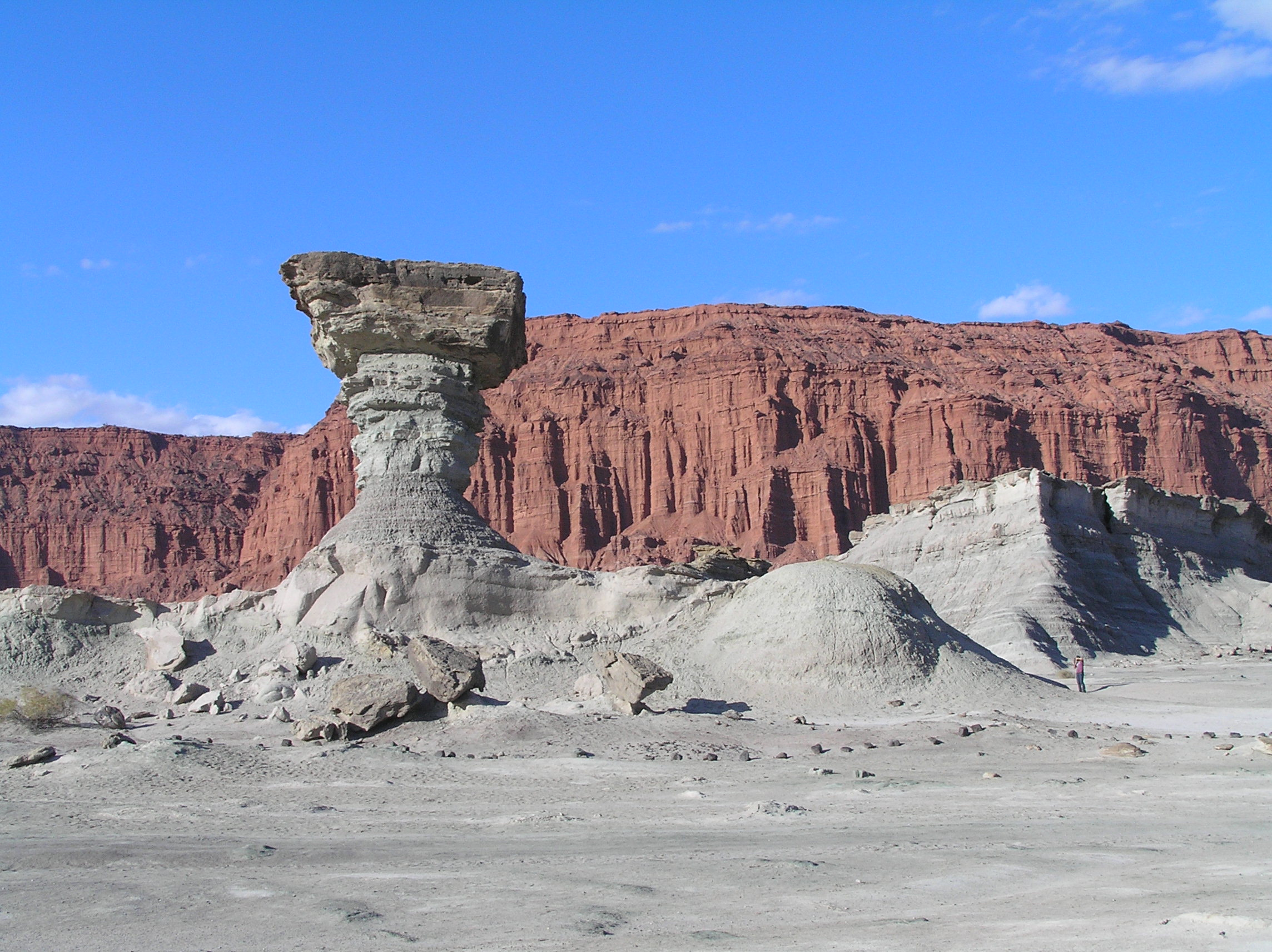
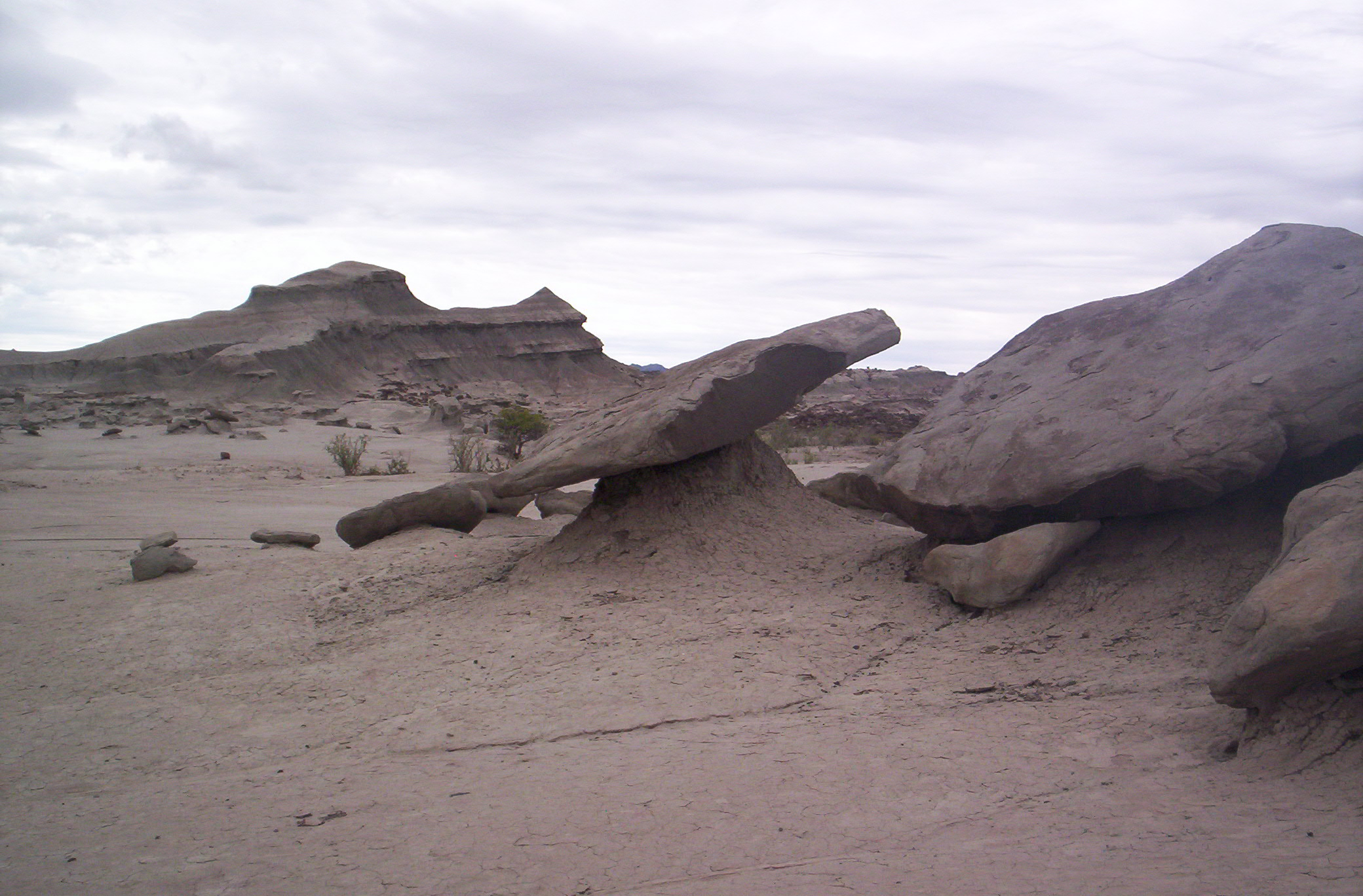

## Dinosauři ze souvrství Ischigualasto
- Eodromaeus
- Eoraptor
- Frenguellisaurus
- Herrerasaurus
- Chromogisaurus
- Ischisaurus
- Panphagia
- Pisanosaurus
- Sanjuansaurus
- cf. Staurikosaurus[5]